# Fürtös bodza
A fürtös bodza (Sambucus racemosa) a pézsmaboglárfélék (Adoxaceae) családjába tartozó cserje. Egész Európában elterjedt, közeli rokonánál, a fekete bodzánál filigránabb és (legalábbis hazánkban) lényegesen ritkább növény, amelynek hatóanyagai a fekete bodzáéval szinte azonosak.
A Kárpát-medencében csak szórványosan, magasabb hegységeinkben nő. A Mátrában megtalálhatóak állományai. Kedveli a tápanyagban gazdag, főleg a nitrogénben dús talajokat, de gyengébb tápanyagtartalmú talajokon is megél. A bokor vesszői ívesen lehajlanak; belük lágy, vörös. Levelei sötétzöldek, az ágakon egymással szemben helyezkednek el, a szélük fogazott. Virágai aprók, jellegzetesen illatosak, a virágzat buga. Legfontosabb megkülönböztető ismérve, hogy a termése nem fekete, hanem piros színű, bengetermés, melyben három csontár van.
Változatai:
- gennuina: levelei és a buga kopasz, utóbbi hosszúkás;
- rubens Michx.: a levélkék alul lágy szőrűek; a buga ágai is szőrösek
- rosiflora Carr.: levélkéi tojásdad alakúak, finoman fűrészesek, alul ezüstszürkén szőrösek